# Generalny Kongres Ludowy
Generalny Kongres Ludowy (ar. المؤتمر الشعبي العام) – jemeńska prawicowa partia polityczna z siedzibą w Sanie. Została założona jeszcze za czasów istnienia Jemenu Północnego i stanowiła główną siłę polityczną kraju po objęciu władzy przez Alego Abd Allaha Saliha. Po unifikacji Jemenu w 1990 roku objęła pozycję dominującej partii w państwie. Jest największą partią polityczną w Jemenie, do momentu rozwiązania Izby Reprezentantów 6 lutego 2015 zajmowała w niej 238 na 301 miejsc.
W ostatnich wyborach prezydenckich, które odbyły się 21 lutego 2012 roku kandydat partii Abd Rabbuh Mansur Hadi uzyskał wynik 99,80% głosów.